# White Wilderness
White Wilderness (conocida en español como Infierno blanco) es una película documental producida por Walt Disney Productions en 1958.
Fue dirigida por James Algar y su rodaje se llevó a cabo en Canadá a lo largo de tres años. La película ganó un Oscar en la categoría de mejor documental en 1959, así como un Oso de Oro del Festival de cine de Berlín, también en una categoría documental.

## Polémica
White Wilderness contiene una escena que muestra la supuesta migración de los lemmings y el suicidio en masa de estos animales arrojándose al Ártico.  
En 1982 la revista The Fifth Estate de la Canadian Broadcasting Corporation, difundió un artículo sobre maltrato animal. En él se explicaba que en realidad no se trata de la filmación de una migración real, y que los lemmings fueron forzados al suicidio.
La secuencia entera fue filmada por James R. Simon en Alberta, Canadá, región que no es un hábitat natural de los lemmings y que ni siquiera tiene costa. Los realizadores habían  comprado algunas decenas de lemmings y los transportaron al lugar del rodaje. Una vez allí, los colocaron sobre una superficie artificialmente cubierta de nieve y los filmaron desde varios ángulos para intentar crear el efecto de una migración en masa. Finalmente, rodaron a los lemmings mientras, inducidos por los propios documentalistas, se precipitaban por un barranco. Este documental ha contribuido con el paso del tiempo a mantener el mito.